# Careproctus furcellus
Careproctus furcellus és una espècie de peix pertanyent a la família dels lipàrids.

## Descripció
- Fa 54 cm de llargària màxima.[5][6]

## Depredadors
És depredat per l'halibut negre (Reinhardtius hippoglossoides).

## Hàbitat
És un peix marí i batidemersal que viu entre 98 i 1.270 m de fondària.

## Distribució geogràfica
Es troba davant les costes de Kushiro (el Japó) i des del mar d'Okhotsk fins al mar de Bering.

## Observacions
És inofensiu per als humans.